# Удостоенные «Золотой индюшки»
Удосто́енные «Золото́й индю́шки» (англ. The Golden Turkey Awards) — книга кинокритика Майкла Медведа и его брата Гарри, вышедшая в 1980 году.

## Содержание
В книге представлены фильмы, удостоенные авторами «Золотой индюшки» как неудовлетворительные по качеству, а также режиссёры и актёры, которые создали большое количество малобюджетных бессмысленных и эксплуатационных фильмов, как «Рэт Пфинк и Бу Бу», «Атака 50-футовой женщины» и утерянный гей-порно фильм «Он». Кроме того, речь идёт о потерпевших неудачу дорогостоящих фильмах крупных студий, как «Рой», и популярных, как «Иисус Христос — суперзвезда».
Во вступительном слове авторы признают, что «мы знаем, что наш выбор не понравится всем — в первую очередь актёрам, продюсерам, сценаристам и режиссёрам, которые удостоились упоминания на последующих страницах. Мы также признаём, что количество плохих фильмов настолько велико, что конкуренция за самое худшее настолько велика, что все решения, которые здесь принимаются, подвержены последующему пересмотру. Тем не менее, мы тщательно исследовали эту тему, просмотрев более 2000 никудышных фильмов последних лет, и мы считаем, что наши кандидаты и лауреаты премии могут выдержать испытание временем».
Ранее Медведы сделали подборку подобных фильмов в книге «Пятьдесят худших фильмов всех времён», многие из которых также были представлены в различных категориях «Золотой индюшки». Кроме того, в книге «Зал позора Голливуда: самые дорогостоящие провалы в истории кино» они рассмотрели фильмы, пережившие кассовый провал. В 1986 году вышел сиквел «Удостоенных „Золотой индюшки“» — «Сын удостоенных „Золотой индюшки“», который Медведы определили как «наше заключительное слово […] мы торжественно обещаем, что в ближайшие годы не будет выпускаться никаких изданий „Золотой индюшки“ братьев Медведов […] мы отныне передаём факел тем самоотверженным душам, которые готовы принять вызов»; в книге имеется приложение «Кто есть кто в мире плохих фильмов».
Книга «Удостоенные „Золотой индюшки“» стала основой для серии документальных фильмов «Худшее в Голливуде», выпускавшихся на британском телеканале Channel 4.

## Фильмы, награждённые «Золотой индюшкой»
В книге «Пятьдесят худших фильмов всех времён» Медведы предложили своим читателям предложить номинации своих любимых «плохих фильмов». В итоге было получено более 3000 бюллетеней с голосами кинолюбителей, на основе подсчёта которых в номинации «Самый худший фильм всех времён» победил фильм Эдварда Вуда «План 9 из открытого космоса», а сам Вуд был признан  худшим режиссёром.
«Самой худшей актрисой всех времён» стала Ракель Уэлч, опередив даже Мейми Ван Дорен и Кэндис Берген. Худшим актёром — Ричард Бёртон, опередив Джона Агара, Тони Кёртиса и Виктора Мэтьюра. Медведы, признавая, что Бёртон иногда был блестящим актёром, тем не менее отмечали, что «случайные успехи Бёртона служат лишь для того, чтобы подчеркнуть жалкую расточительность в большинстве его фильмов; на каждый „Эквус“, в котором он появляется, есть по меньшей мере с полдюжины „Клеопатр“ или „Бум!‘ов“». По их мнению, когда Бёртон «плох […] ну, он просто ниже плинтуса», и в число его плохих фильмов отнесли: «Кулик», «Хаммерсмит вышел на волю», «Поездка», «Прикосновение медузы» и «Убийство Троцкого». Кроме того, фильм «Изгоняющий дьявола 2», в котором одну из ролей исполнил Бёртон, был признан читателями «Пятидесяти худших фильмов всех времён» вторым «Самым худшим фильмом всех времён».
Победителями в различных номинациях стали:
- Самый нелепый кинодебют — Пол Ньюман в фильме «Серебряная чаша?!»
- Самый смехотворный киномонстр — Джордж Барроуз[англ.] в роли Робовека в фильме «Робот-монстр»
- Худшее исполнение роли популярным певцом — Тони Беннетт в фильме «Оскар[англ.]»
- Худшее название фильма — «Рэт Пфинк и Бу Бу[англ.]»
- Самый безмозглый фильм о мозге — «Они спасли мозг Гитлера[англ.]»
- Самый плохой «шмельной фильм» — «Рой»
- Худшие кинопробы — Джон Уэйн в роли Чингисхана в фильме «Завоеватель»
- Худшее исполнение роли политиком — член Палаты представителей США от штата Нью-Йорк и мэр Нью-Йорка Джон Линдси в фильме «Розовый бутон»
- Худший фильм с двухголовым трансплантантом — «Нечто с двумя головами[англ.]»
- Худший фильм о грызунах — «Пища богов»
- Худшее исполнение роли писателем — Норман Мейлер в фильме «Дикость-90[англ.]»
- Награда Ф. Т. Барнума за худшее использование в кино физического недостатка — музыкальный вестерн «Террор в маленьком городке[англ.]», где все роли исполнили карлики
- Худшая музыкальная феерия — «Наконец-то любовь»
- Худшее исполнение роли священнослужителя или монахини — Мэри Тайлер Мур в фильме «Смена привычки»
- Худшее исполнение роли Иисуса Христа — Тед Нили в фильме «Иисус Христос — суперзвезда»
- Худший фильме в жанре blaxploitation — «Кричи, Блакула, кричи[англ.]»
- Крупнейшая растрата средств в Голливуде — ремейк фильма «Кинг-Конг» 1976 года
- Худшая ссылка — экранизация пьесы Уильяма Шекспира «Укрощение строптивой» режиссёра Сэма Тайлора[англ.] 1929 года (с «дополнительными диалогами Сэма Тайлора», которые, однако, не представлены в сохранившихся копиях фильма)
- Самая не эротичная идея в порнографии — «Он[англ.]», гей-порнофильм о священнике с сосредоточением внимания на личности Иисуса Христа
- Худшее исполнение роли животным — шимпанзе Динки, укусившая Майка Генри[англ.] в фильме «Тарзан и Великая река[англ.]»
- Худший овощной фильм — «Нападение людей-грибов[англ.]»
- Худшее исполнение роли Сонни Тафтсом — Девушка из правительства[англ.]
- Самое смехотворное расовое олицетворение — Марлон Брандо, исполняющий роль коренного жителя Окинавы в фильме «Чайная церемония»
- Самое неудовлетворительное исполнение роли ребёнком — Дэвид Кори в фильме «Донди[англ.]»
- Худший фильм, который вы никогда не видели (о фильмах, которые не были закончены или были выпущены в ограниченном прокате) — «Билли Джек едет в Вашингтон[англ.]»
- Самое большое число бестолковых технических решений — Уильям Касл в фильме «Колющий[англ.]» (где главную роль исполнил Винсент Прайс) в одной сцен прикрепил электрические «зуммеры» к нижней стороне нескольких мест в аудитории, что добавило в бюджет фильма дополнительную расходную статью в размере 250 тысяч долларов.
- Худшее развитие романтического диалога — Гэри Купер и Мэдлин Кэрролл в фильме «Северо-западная конная полиция[англ.]»
- Худший режиссёр — Эд Вуд
- Худшая актриса — Ракель Уэлч
- Худший актёр — Ричард Бёртон
- Худший фильм — «План 9 из открытого космоса»
- Второй худший фильм — «Изгоняющий дьявола 2»

## Мистификация
Братья Медведы в своей книге решили сыграть со своими читателями в игру, предложив угадать, какой из фильмов в «Удостоенные „Золотой индюшки“» в действительности является мистификацией. Ей оказался фильм «Норвежская собака», где речь шла об «удивительной гончей Муки», фотографией которой служила фотография собаки авторов. Непреднамеренным раскрытием мистификации стало то, что в конце книги была размещена фотография Медведов вместе с этой же самой собакой. Другим фильмом-мистификацией читатели посчитали гей-порно фильм «Он», хотя он в действительности существовал и относится к числу утерянных фильмов.

## Оценки
Американский историк кино, адъюнкт-профессор и исполняющий обязанности заведующего кафедрой изобразительного и медиаискусства в Колледже Эмерсон Эрик Шефер в 1999 году писал:
Культ «плохого фильма» стал отчётливо очевиден с выходом в свет двух книг — «Пятьдесят худших фильмов всех времён» (1978) и «Удостоенные „Золотой индюшки“» (1981), но его корни могут быть отслежены до 1962 года. Тогда 33-летний любитель фильмов о монстрах и начинающий режиссёр Джо Данте опубликовал в журнале Famous Monsters of Filmland (№ 18, p. 14—23) статью «Ад Данте» со списком пятидесяти худших из когда-либо снятых фильмов ужасов.

## Издания книги
- Medved M., Medved H. The Golden Turkey Awards. — Perigee Trade, 1980. — 223 p. — ISBN 0-399-50463-X.